# Kent (Nueva York)
Kent es un pueblo ubicado en el condado de Putnam en el estado estadounidense de Nueva York y además es su sede de condado. En el año 2000 tenía una población de 14,009 habitantes y una densidad poblacional de 354.9 personas por km².

## Geografía
Kent se encuentra ubicada en las coordenadas 41°28′00″N 73°41′28″O / 41.46667, -73.69111. Según la Oficina del Censo, la ciudad tiene un área total de 111,8 km² (43,2 mi²), de la cual 105,2 km² (40,6 mi²) es tierra y 6,6 km² (2,5 mi²) (5.88%) es agua.

## Demografía
Según la Oficina del Censo en 2000 los ingresos medios por hogar en la localidad eran de $72,346, y los ingresos medios por familia eran $79,716. Los hombres tenían unos ingresos medios de $51,634 frente a los $38,575 para las mujeres. La renta per cápita para la localidad era de $29,984. Alrededor del 4.1% de la población estaban por debajo del umbral de pobreza.